# Realizm cyniczny
Realizm cyniczny – jeden z dominujących nurtów we współczesnej sztuce plastycznej Chin (obok popu politycznego). Powstał w reakcji na wydarzenia z roku 1989, był także wynikiem europejskiego popytu na sztukę tego typu.
Nazwa została stworzona przez organizatorów wystawy China's New Art: Post 1989. Styl został wykreowany przez młode pokolenie, które zdobyło wykształcenie w państwowych akademiach, gdzie częstokroć przymuszane było do tworzenia malarstwa przeznaczonego na eksport do krajów zachodnich. Twórcy tego nurtu byli wyposażeni w dobry warsztat realistycznych przedstawień, znali też technikę malarstwa olejnego.
Ich twórczość skupiała się wokół zagadnienia nudy i zwątpienia. Niejednokrotnie poruszała również temat bezradności wobec panującej politycznej sytuacji, bezideowość, obfitowała w elementy cynizmu. W rezultacie nurt ten włączył się w politykę państwa i panującą ideologię. Przedstawiciele to: Fang Lijun, Wang Jinsong.